# Pedivella

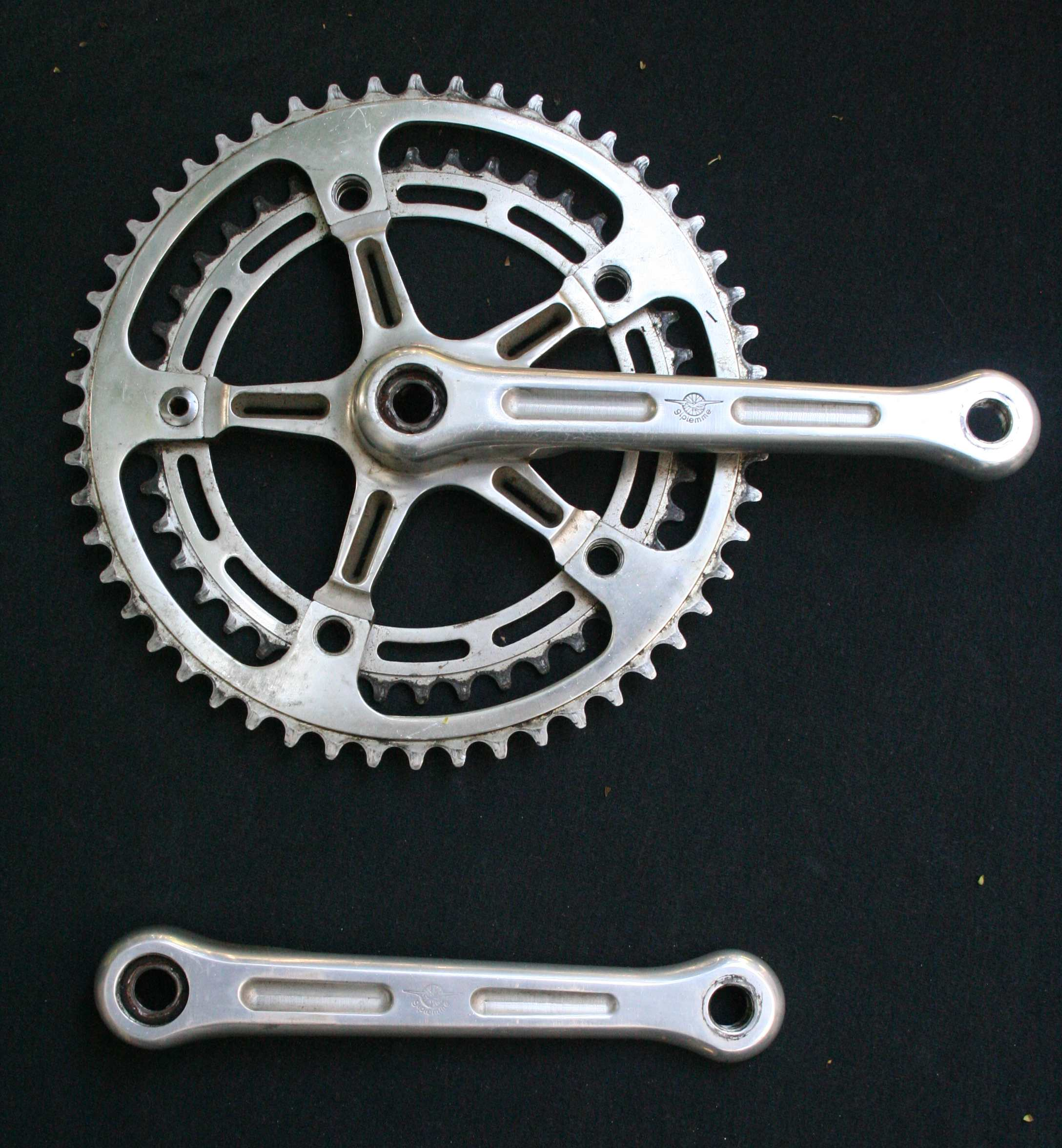
Pedivelle di una bici

Le pedivelle sono delle sbarre metalliche rigide di forma allungata che collegano l'asse del movimento centrale ai pedali delle biciclette e di alcuni ciclomotori. Generalmente una delle due pedivelle (per la quasi totalità dei casi la destra) funge anche da supporto per le corone e prende il nome di guarnitura.

## Materiale
Possono essere:
- Acciaio, spesso cromato, usato per le city bike;
- Alluminio, materiale molto comune nelle biciclette di alto valore, nonché la maggior parte delle mountain bike;
- Fibra di carbonio, nella quasi totalità delle bici da corsa e, raramente, nelle e-bike più costose;
- Polimeri termoindurenti nelle biciclette di primo prezzo.

## Descrizione
Il punto in cui la pedivella è collegata al movimento centrale presenta un foro con profilo e dimensioni specifiche a seconda del movimento usato, che può essere quadrato nel caso di perno quadro, oppure un particolare profilo nel caso di perni ISIS o Octalink. Le pedivelle più vecchie erano fissate al movimento tramite uno spinotto filettato.
Un altro sistema tornato in voga negli ultimi anni è quello dell'azienda giapponese Shimano che ha le pedivelle integrate al movimento centrale.
Dalla parte opposta dell'innesto del movimento centrale vi è un foro filettato per i pedali: oggi sono praticamente scomparse altre filettature con il prevalere dello standard inglese (9/16" x 20 tpi), mentre quello francese (14 x 1.25) è molto più raro.

## Misure
La lunghezza delle pedivelle è legata strettamente alla misura del femore del ciclista che le utilizza, generalmente sono prodotte con lunghezze da 165 a 180 millimetri, con scarti di 2,5 mm da misura a misura, tuttavia la maggioranza dei rivenditori dispone solamente di un range ridotto, da 170 a 175, mentre le altre misure sono difficilmente reperibili o solo su ordinazione.
Per le biciclette da pista si usano generalmente pedivelle più corte, indicativamente da 165 a 170 millimetri, per evitare il contatto del pedale con le curve paraboliche dei velodromi.
Pedivelle di lunghezza maggiore favoriscono invece una maggiore potenza e sono utilizzate ad esempio in gare a cronometro. Pedivelle particolari sono state usate dal ciclista ceco Ondřej Sosenka in occasione del Record dell'ora: ben 190 mm.